# Solano
El solano és una llengua no classificada i extinta parlada fins al segle xviii al nord-est de Mèxic i probablement a les àrees adjacents de l'estat de Texas pels solanos.
El solano es coneix només per una llista de vocabulari de 21 paraules que apareix publicada al final d'un llibre de baptisme procedent de la missió de San Francisco Solano. Suposadament aquesta hauria estat la llengua dels indis d'aquesta missió, tal vegada els terocodame. També es coneix com a solano als pobles que vivien en altres missions del segle xvi properes a Eagle Pass (Texas).